# ما قبل التاريخ بسوريا
في مقدمة مصادر دراسة تاريخ سورية في عصور ما قبل التاريخ ما خلفه إنسان ذلك العصر، منذ نحو مليون عام قبل الميلاد حتى ابتكار الكتابة في صورتها البدائية في نحو 3200ق.م. ففي العصر الحجري القديم 1000000 عام ق.م-100000ق.م، بدأ الإنسان القديم المنتصب القامة «الهوموإركتوس» بصنع أدواته الحجرية وتنظيم شؤون حياته وفق متطلباته. وقد عثر على نماذج من أدواته في ترسبات سرير النهر الكبير الشمالي وحوض العاصي. ويعتبر موقع اللطامنة في شمال حماة من أهم مواقع ذلك العصر، كما تميزت ملاجئ وادي سكفتا في يبرود بأدوات حجرية يبرودية.

مغارة الديدرية في سهل عفرين
تم اكتشاف هيكل عظمي كامل لطفل نياندرتال

ثم ظهر الإنسان العاقل، الذي أقام في مغاور يبرود وكهوف تدمر. وفي العصر الحجري الوسيط (100000-35000 عام ق.م)، بدأ الإنسان ببناء الأكواخ والتجمع والتفنن في صناعة الأدوات المناسبة والقيام بفعالية اقتصادية واجتماعية وروحية وفنية، في يبرود والكوم (شمال تدمر) والمريبط في محافظة الرقة وفي نحو 10000ق.م، انتشرت الحضارة النطوفية. وفي العصر الحجري الحديث _35000ق.م-12000ق.م)، تميز الإنسان بإنتاج الغذاء والمهارة في زراعة الحبوب وتربية الحيوانات وإقامة التجمعات السكنية في المريبط وتل الرماد، بالقرب من مدينة قطنا، وإبداع تماثيل الربة الأم، والإيمان بمعتقدات وتكريم الأجداد بالمحافظة على جماجمهم وإبداع الرسوم المختلفة.

## بداية الألف السادس قبل الميلاد
وفي بداية الألف السادس قبل الميلاد، تميز الإنسان بإبداع الأواني الفخارية المختلفة الجميلة. كما عرف الإنسان معدن النحاس في بداية الألف الخامس قبل الميلاد، فأخذ يصنع منه أسلحته وأدواته وتميز هذا العصر الحجري النحاسي بمنجزات حضارية، تجلت في الرغبة في معرفة كل ما يتعلق بالكائنات وخالقها، والحرص على تشييد المعابد، وتطوير الزراعة والإفادة من الري واستخدام الدولاب والفرن في صناعة الأواني الفخارية، وحفر الأختام المبسطة وتنمية التبادل التجاري. وإن إتقان سكان موقع تل حلف (قرب راس العين) صناعة الفخار وتجميله، أعطى اسم هذا الموقع للحضارة، التي ازدهرت في الألف الخامس قبل الميلاد. وقد أصبحت صناعة الفخار من أهم السمات الحضارية، وبدت الوحدة الحضارية تشمل مناطق واسعة، وجسدت روائع الفن، المعتقدات وتأسست التجمعات السكنية على امتداد الطرق التجارية الهامة (مثل موقع حبوبة الكبير في حوض الفرات الأوسط) وابتكر الإنسان رموزاً حسابية وشارات كتابة تصويرية، شكلت المرحلة السابقة لابتكار الكتابة المسمارية في نهاية الألف الرابع قبل الميلاد، فبدأت العصور التاريخية في سورية وتشكلت أقدم الممالك، كمملكة إبلا في تل مرديخ ومملكة ماري في تل الحريري ومملكة أوغاريت في رأس شمرا ومملكة قطنة في المشرفة ومملكة الآلاخ في تل عطشانة.